# سعد وسعيد

لقطة شاشة في الدبلجة العربية.

سعد وسعيد (بالإنجليزية: Dig & Dug with Daisy) هو مسلسل تلفزيوني متحرك بنظام إيقاف الحركة تم إنتاجه في المملكة المتحدة خلال عام 1993 من قِبل دورلينج كيندرسلي. هناك 16 حلقة مدة كل منها عشر دقائق وتم إنشاء الشخصيات والقصص التي كتبها الكاتب ريتشارد إيفرت. بثت القناة الرابعة المسلسل في 1994. تم دبلجة المسلسل إلى اللغة العربية عن طريق مركز الزهرة وعرض على قناة سبيستون.